# Angenehmes Wiederau

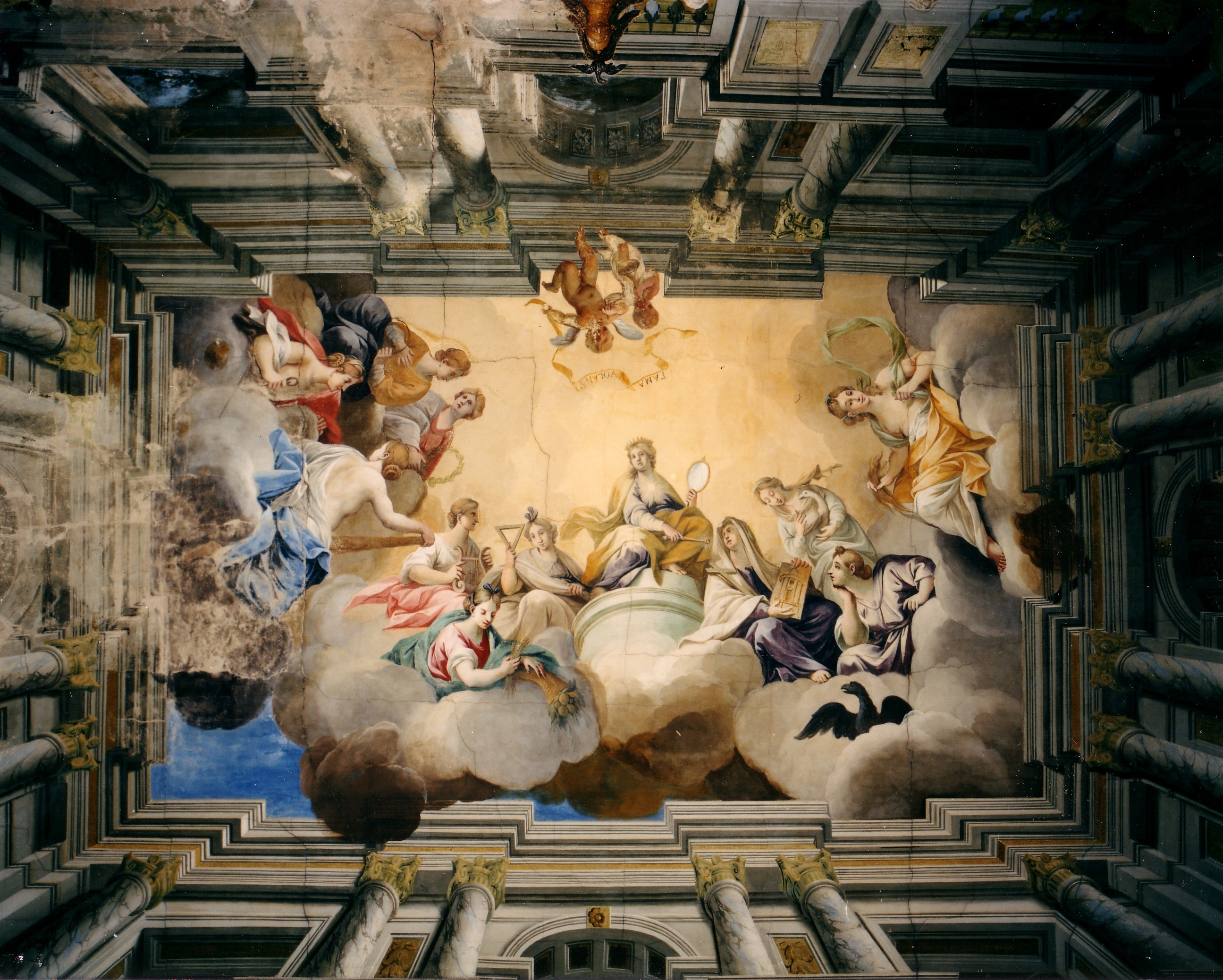
Schloss Wiederau, Deckengemälde von Giovanni Francesco Marchini, Apotheose der Künste

Angenehmes Wiederau (BWV 30a) ist eine weltliche Kantate von Johann Sebastian Bach. 

## Entstehungsanlass
Der kursächsische Geheime Rat und Vizekammerpräsident Johann Christian von Hennicke erhielt 1737 Schloss und Gut Wiederau bei Leipzig als erbliches Lehen. Aus diesem Anlass fand am 28. September 1737 auf dem Schloss eine Huldigungsfeier statt. Die Festkantate Angenehmes Wiederau komponierte der Leipziger Thomaskantor und städtische Director musices Johann Sebastian Bach auf einen Text von Christian Friedrich Henrici (Picander), mit dem er seit langem intensiv zusammenarbeitete. Für die Aufführung dürfte Bach Mitglieder des von ihm geleiteten studentischen Collegium Musicum nach Wiederau geholt haben.

## Inhalt
Die Handlung ist ein Dialog von vier allegorischen Figuren, dem Schicksal (Bass), dem Glück (Alt), der Zeit (Sopran) und dem Fluss Elster (Tenor). Mit dieser ist die Weiße Elster gemeint, die, vom böhmischen Elstergebirge kommend, durch die Wiederauer Feldmark nach Leipzig fließt und bei Halle in die Saale mündet.
Die Vier überbieten sich, jeder von seiner Warte, in Lob und Glücksverheißungen für den neuen Gutsherrn und seinen Besitz: „So ziehen wir / in diesem Hause hier / mit Freuden ein.“ Reichtum, Sicherheit, Dauer, Ruhm, Fruchtbarkeit werden versprochen. Im ersten Rezitativ heißt es von Wiederau: „Du sollst nun Hennicks-Ruhe heißen.“ In weiteren fünf der zwölf Sätze wird Hennicke namentlich genannt. Anders als in anderen weltlichen Kantaten Bachs gibt es hier keine Rivalität zwischen den Protagonisten, daher auch keine dramatischen Kontraste.

## Musik
Der Textvorlage entsprechend zeigt die Musik des notengleichen Eingangs- und Schlusschors und der mit Rezitativen abwechselnden fünf Arien durchgehend festliche Heiterkeit. Sie ist „ebenso gefällig, ja bisweilen ausgesprochen modisch, wie originell und fesselnd in der Erfindung“ (Dürr). Die große Mehrzahl der Sätze hat Tanzcharakter. Vielleicht hatte Bach schon bei der Komposition die Wiederverwendung der Musik für eine Kirchenkantate im Blick. Jedenfalls gingen, außer den Rezitativen und der Arie Nr. 11, alle Sätze mit neuem Text in die Kantate zum Johannistag Freue dich, erlöste Schar (BWV 30) ein. Bei dieser sind sogar die Rezitative metrisch genau denen der Wiederau-Kantate nachgebildet, doch komponierte Bach sie schließlich neu. Die perfekte geistliche Kontrafaktur des Textes muss ebenfalls ein Werk des auf diese Kunst spezialisierten Picander sein, obwohl sich auch die Vorlage zu BWV 30 nicht in seinen gedruckten Werken findet.